# La Petite-Pierre
Petite-Pierre – miejscowość i gmina we Francji, w regionie Grand Est, w departamencie Dolny Ren.
Według danych na rok 1990 gminę zamieszkiwały 623 osoby, 32 os./km².